# アッチャッカトゥーラ

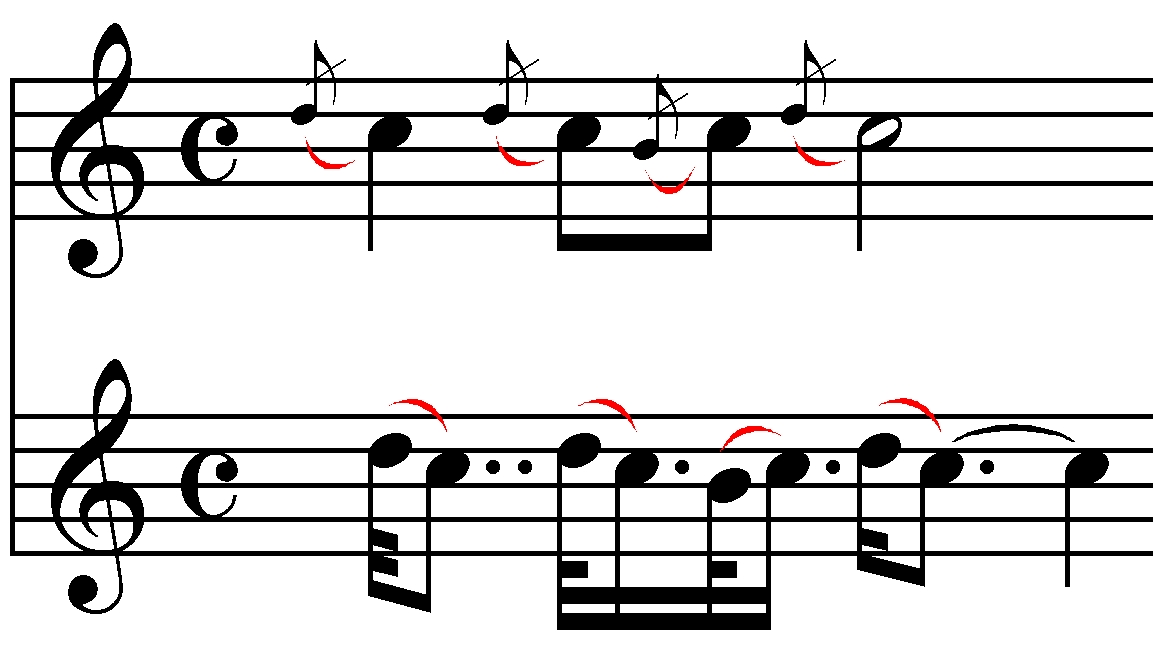
短前打音の例（上段）と、演奏解釈の一つの例（下段）

アッチャッカトゥーラ（伊: Acciaccatura）は、イタリア語で短前打音のこと。「砕く」という意味の動詞「アッチャッカーレ」（伊: Acciaccare）に由来し、日本ではかつて「砕音」（さいおん）とも訳された。
なお、似た言葉に「アッポッジャトゥーラ」（伊: Appoggiatura）があるが、これは「もたせかける、支える」という意味の「アッポッジャーレ」(伊: Appoggiare)に由来し、長前打音や倚音を指す。
17世紀から18世紀にかけては、「アッチャッカトゥーラ」の語は鍵盤楽器音楽において、和声音と同時に装飾音として鳴らされる非和声音を指し、またドメニコ・スカルラッティらの鍵盤作品に現れる極めて不協和な和音のことを指すこともあった。しかし後に、それまで「短いアッポッジャトゥーラ」と認識されていた短前打音にこの語が混用されるようになり、1910年に刊行された『音楽と音楽家に関するグローヴの事典』第2版の時点でも「代称として極めて広く用いられている」と記されている。
また、18世紀頃までは拍と同時に奏されていた短いアッポッジャトゥーラ／短前打音は、19世紀に入ると拍の前に奏されるように移り変わっていく。ただしフレデリック・ショパンの作品は、この時代において拍と同時に前打音が奏される例外である。